# Tandzawer
Tandzawer – wieś w Armenii, w prowincji Sjunik. W 2011 roku liczyła 211 mieszkańców.